# 訃報 1980年4月
訃報 1980年4月（ふほう 1980ねん4がつ）では、1980年（昭和55年）4月中に物故した、又は物故が報じられた人物についてまとめる。

## （1日 - 15日）

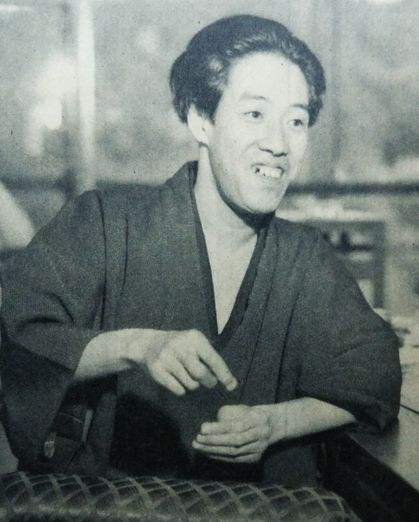
五味康祐／4月1日没

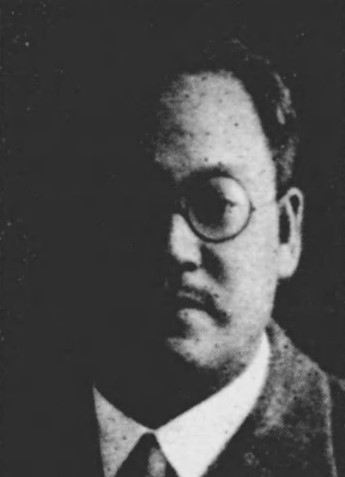
渡辺銕蔵／4月5日没

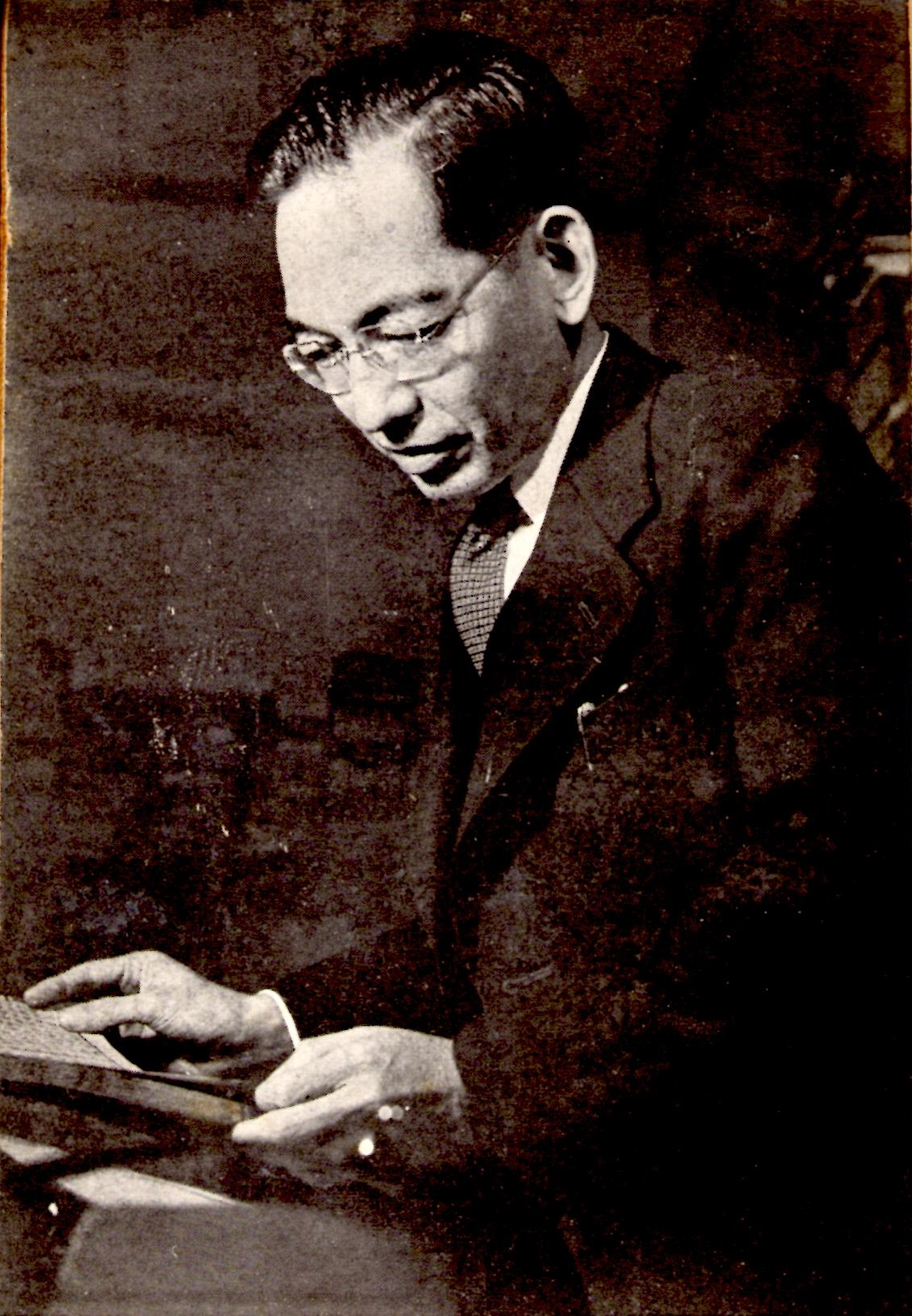
吉川幸次郎／4月8日没

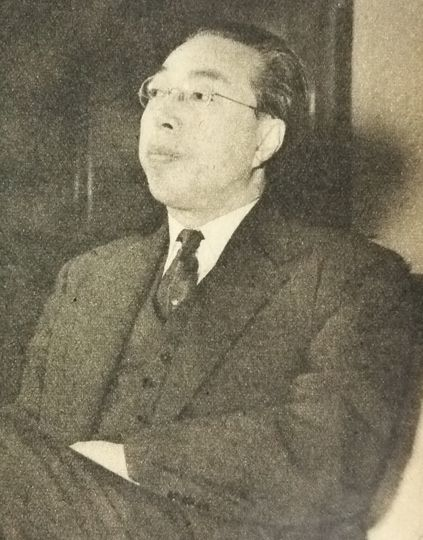
中山伊知郎／4月9日没

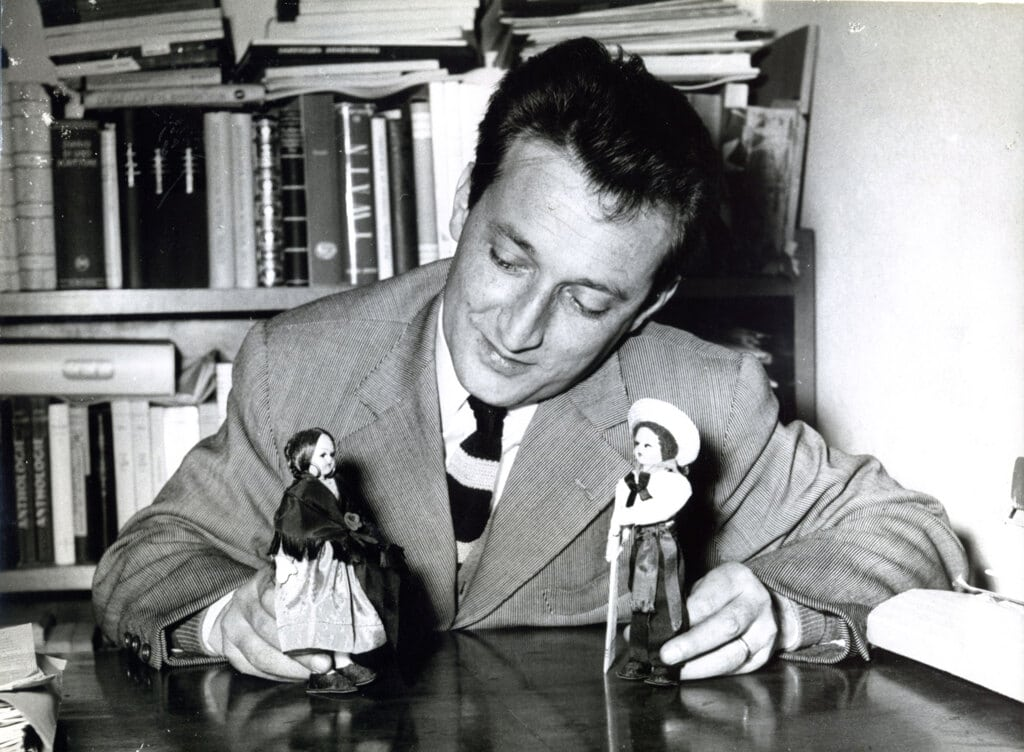
ジャンニ・ロダーリ／4月14日没

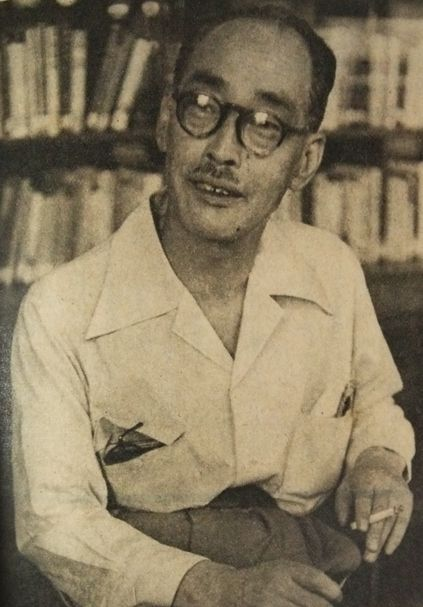
土岐善麿／4月15日没

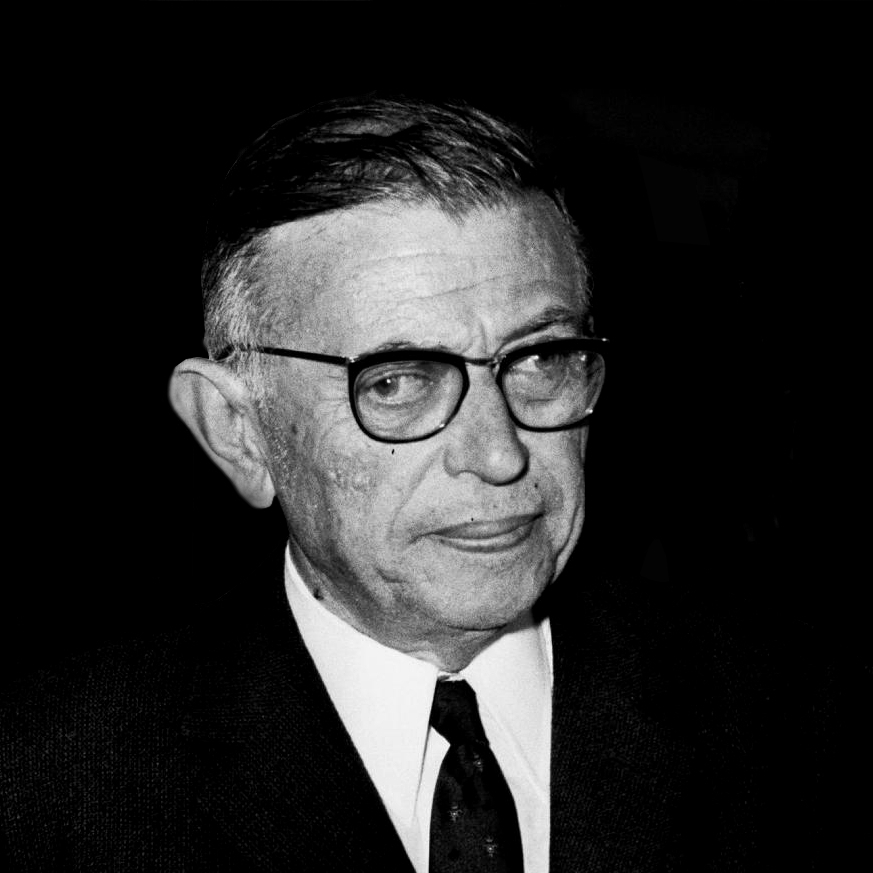
ジャン＝ポール・サルトル／4月15日没

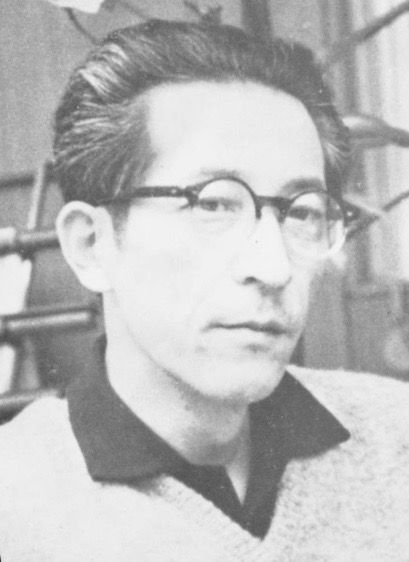
有馬頼義／4月15日没

- 4月1日 - 渡辺瑞美、内務官僚（* 1896年）
- 4月1日 - 五味康祐、小説家（* 1921年）
- 4月3日 - 世れんか、宝塚歌劇団（* 1951年）
- 4月5日 - 渡辺銕蔵、経済学者・教育者・政治家・実業家（* 1885年）
- 4月7日 - 山越邦彦、建築家（* 1900年）
- 4月8日 - 吉川幸次郎、中国文学者（* 1904年）
- 4月9日 - 田中冬二、詩人（* 1894年）
- 4月9日 - 中山伊知郎、経済学者（* 1898年）
- 4月10日 - 小林珍雄、キリスト教学者・上智大学名誉教授（* 1902年）
- 4月10日 - 古平コハル、長寿日本一（* 1871年）
- 4月11日 - 藤田茂、陸軍軍人（* 1889年）
- 4月13日 - 蜂谷道彦、医学者・内科医師（* 1903年）
- 4月14日 - ジャンニ・ロダーリ、児童文学作家（* 1920年）
- 4月15日 - 土岐善麿、歌人・国語学者（* 1885年）
- 4月15日 - 浅利鶴雄、演劇プロデューサー・俳優（* 1899年）
- 4月15日 - 山上八郎、軍事史学者（* 1902年）
- 4月15日 - ジャン＝ポール・サルトル、哲学者、小説家（* 1905年）
- 4月15日 - 有馬頼義、小説家（* 1918年）

## （16日 - 30日）

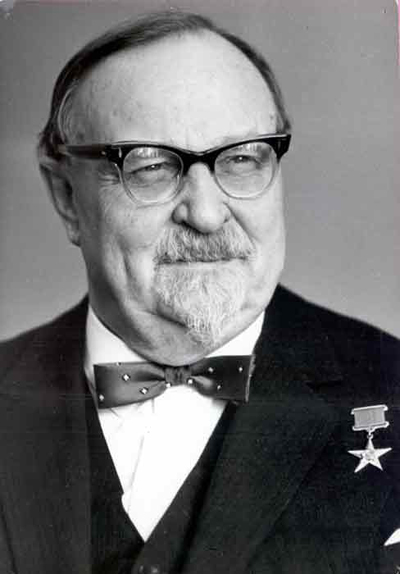
アレクサンドル・オパーリン／4月21日没

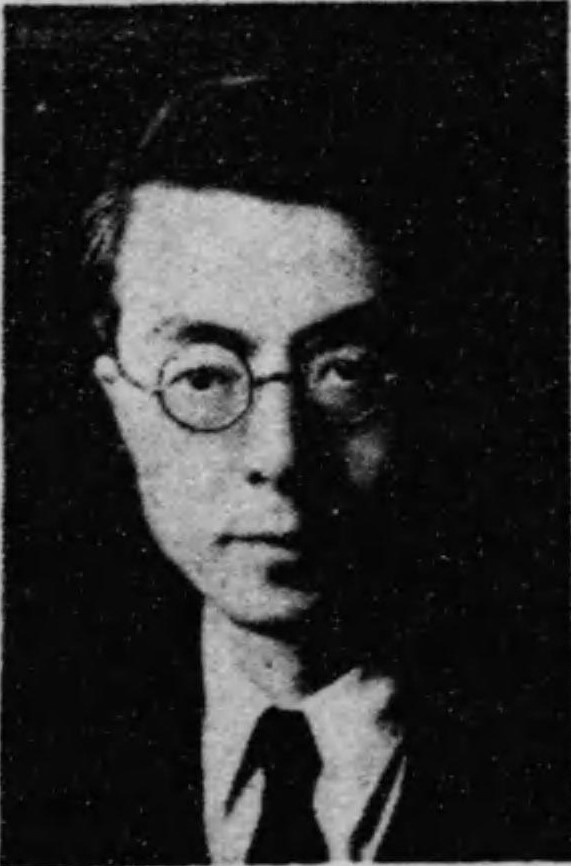
永江一夫／4月23日没

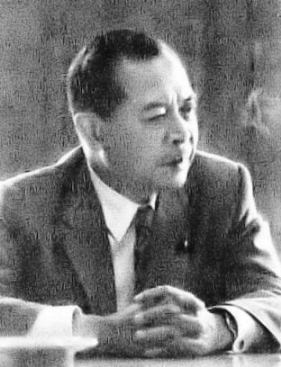
曽祢益／4月25日没

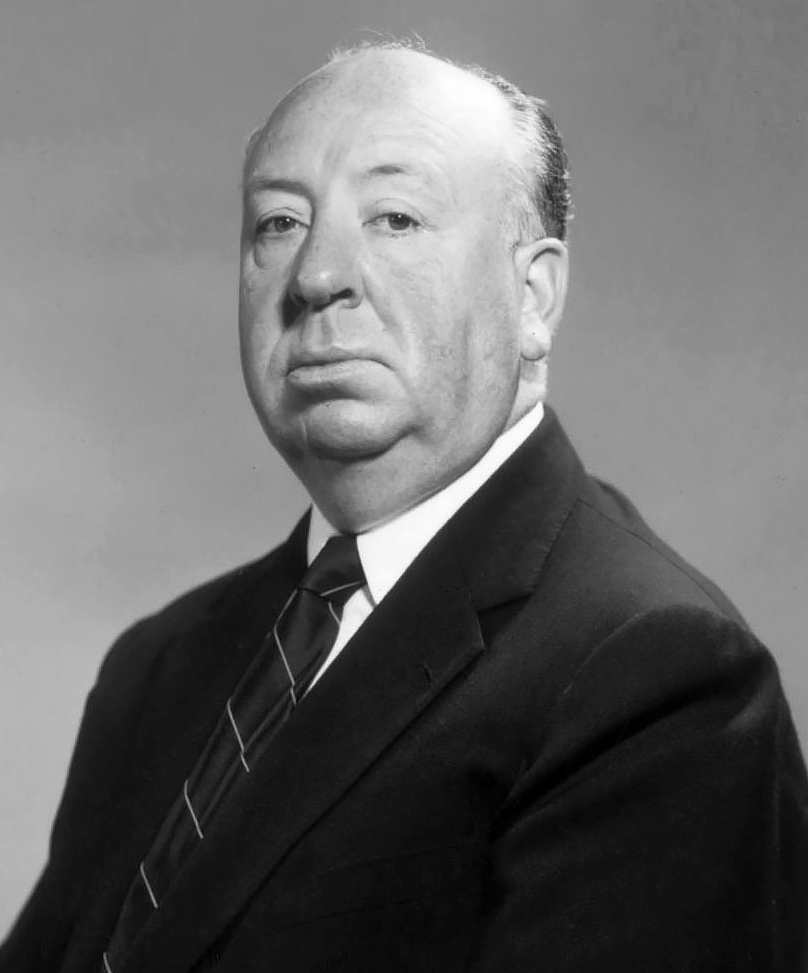
アルフレッド・ヒッチコック／4月29日没

- 4月17日 - 前田護郎、新約聖書学者（* 1915年）
- 4月17日 - 六代目清水六兵衛、陶芸家（* 1901年）
- 4月21日 - アレクサンドル・オパーリン、生化学者（* 1894年）
- 4月23日 - 兵頭精、女性パイロット（* 1899年）
- 4月23日 - 永江一夫、政治家・農林大臣（* 1902年）
- 4月23日 - 佐多忠隆、政治家・参議院議員（* 1904年）
- 4月25日 - 曽祢益、政治家（* 1903年）
- 4月27日 - 北島織衛、実業家・大日本印刷元会長（* 1905年）
- 4月29日 - アルフレッド・ヒッチコック、映画監督（* 1899年）